# Зарубін Леонід Семенович
Леоні́д Семе́нович Зару́бін (нар. 1 вересня 1926, Старий Орлик — пом. 9 грудня 2003, Київ) — радянський і український актор, режисер. Працював в жанрі лялькової анімації.

## Життєпис
Народився 1 вересня 1926 року.
У 1949 р. закінчив акторський факультет Дніпропетровського державного театрального училища.
В 1957 році закінчив режисерський факультет Київського державного інституту театрального мистецтва імені Карпенка-Карого.
З 1949 по 1952 рр. працював актором драматичного театру в м Кривий Ріг.
1957—1965 — головний режисер республіканського Київського театру ляльок.
З 1965—1996 — режисер Творчого об'єднання художньої мультиплікації «Київнаукфільму».
Помер 9 грудня 2003 року.

## Фільмографія

### Режисер
- 1968 — «Івасик-Телесик»
- 1968 — «Подарунок»
- 1969 — «Страшний звір» («Пан Коцький»)
- 1970 — «Як їжачок шубку міняв»
- 1971 — «Солом'яний бичок»
- 1972 — «Бегемот та сонце»
- 1972 — «Про порося, яке вміло грати у шашки»
- 1973 — «Мишеня, яке хотіло бути схожим на людину»
- 1974 — «Козлик та ослик»
- 1974 — «Оленятко — білі ріжки»
- 1975 — «А нам допоможе робот...»
- 1976 — «Козлик та його горе»
- 1977 — «Нікудишко»
- 1977 — «Чомучка»
- 1978 — «Курча в клітиночку»
- 1979 — «Казка про чудесного доктора»
- 1980 — «Сонценятко, Андрійко і темрява»
- 1981 — «Ванька Жуков»
- 1982 — «Колосок»
- 1983 — «Людина у футлярі»
- 1984 — «Двоє справедливих курчат»
- 1986 — «Морозики-морози»
- 1986 — «Людина та лев»
- 1987 — «Старий швець»
- 1988 — «Розгардіяш»
- 1990 — «Щасливий принц»
- 1991 — «Чому зникла шапка-невидимка»
- 1992 — «Полювання»
- 1993 — «Тредичіно»
- 1996 — «Вій»